# 唐彥謙
唐彥謙（848年—915年），字茂業，號鹿門先生。京兆府万年县人，祖籍北海郡平寿县（今山东省潍坊市西南）。父唐持，朔方、昭义军节度使。叔父唐扶，福建观察团练使。子唐涣，领夷州刺史。孙陶谷。
大中二年（848年）出生。才高负气，以博学多艺闻名乡里。
能作詩，早年學温庭筠，唐彦谦师法众家，但李商隐对其影响最大，唐彦谦的《无题十首》，容易使人联想到李商隐的“无题诗”。杨亿称其“为诗纂慕玉溪，得其清峭感怆”。代表作有《采桑女》和《宿田家》。
咸通末年始举进士，历经十餘年，于咸通二年登第。乾符末年，兵亂，避地漢南。中和中期，王重榮鎮守河中，聘為從事。歷官兴元（今陕西汉中）节度副使，晋州、绛州、阆州（今四川阆中）、壁州（今四川通江）刺史。光啟末，王重荣遇害，貶漢中掾曹。楊守亮鎮守興元（今陝西漢中市東）時，擔任判官。晚年隐居鹿门山，专事著述。
卒于汉中，卒年約在景福元年前后。
著有《鹿门集》3卷，附拾遗1卷，续补遗1卷，並由吏部侍郎薛庭珪作序。